# Эйкозан
Эйкозан — органическое химическое вещество класса алканов. Содержит 20 атомов углерода в молекуле, имеет 366 319 структурных изомеров.

## Свойства
Эйкозан характеризуется теми же физическими и химическими свойствами, что и большинство алканов.
Это бесцветное лёгкое кристаллическое вещество (при ст. усл.), химически неактивное, неполярное. Нерастворимо в воде, растворяется в этаноле, смешивается в любых пропорциях с диэтиловым эфиром. Создаёт слабые межмолекулярные гидрофобные и Ван-дер-Ваальсовы связи. Плотность 0,778 г/см³. Температура плавления 36,4 °C, кипения 342,7 °C.
Молярная теплоёмкость (ст. усл.) 463,6 Дж/(моль·К), энтальпия образования −456,07 кДж/моль. Давление пара равно 1 мм рт. ст. при 150 °С. Показатель преломления 1,4426.

## Применение
Эйкозан, как самостоятельное вещество, мало используется в химической промышленности.
Однако, входит в смеси нефтепереработки:
- входит во фракции перегонки нефти: газойль, дизельное топливо
- входит в состав парафина